# Melissa borda
|  | Per a altres significats, vegeu «Melissa (desambiguació)». |

La melissa borda (Melittis melissophyllum; sinònims Melittis sylvestris, Melittis grandiflora Sm., Rehmannia chinensis Libosch. ex Fish. i Mey.) és una espècie de planta amb flors del gènere Melittis que té aquesta com a única espècie. El gènere pertany a la família Lamiàcia. És originària d'Europa, des del sud d'Anglaterra fins a Turquia. Les flors de la varietat silvestre són roses o blanques amb una taca rosa. Hi ha una cultivar ornamental de flor vermell fosc, el cultivar s'anomena "Royal Velvet Distinction." Al nord arriba a l'Europa Central. És una planta autòctona a la vegetació dels Països Catalans.

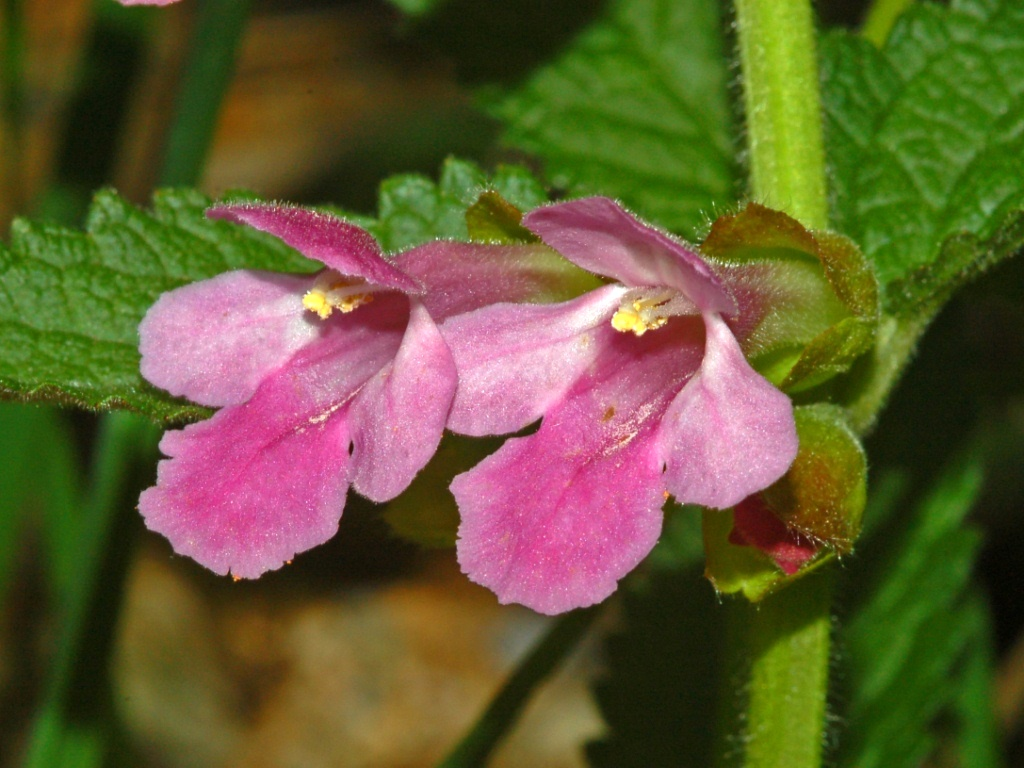
Flor rosa.

## Descripció
És una planta fortament aromàtica, perenne, herba erecta simple o poc ramificada, pilosa, rizomatosa, fa de 20 a 50 cm d'alçada; fulles oposades, totes caulinars amb pecíol de 0,5 a 3 cm i limbe oval dentat de 3 a 5 cm; 1 a 2 flors axil·lars; calze de 12 a 25 mm, campanulat; corol·la rosa, de 25 a 40 mm, bilabiada, floreix de maig a juliol.

## Hàbitat
Viu en llocs ombrívols en boscos de fulla caduca sobre sòl eutròfic moderadament humit. Quercion pubescenti petraeae (>Quercus fagetae). Estatge montà, descendeix molt rarament a les contrades mediterrànies humides (fins al domini del Quercetum illicis galloprovinciale). Als Països Catalans només es troba a la meitat nord de Catalunya arribant fins al nord del Bages, viu entre els 300 i els 1200 m d'altitud. Es considera una espècie submediterrània. La distribució general és atlàntica occidental.